# Flora of North America

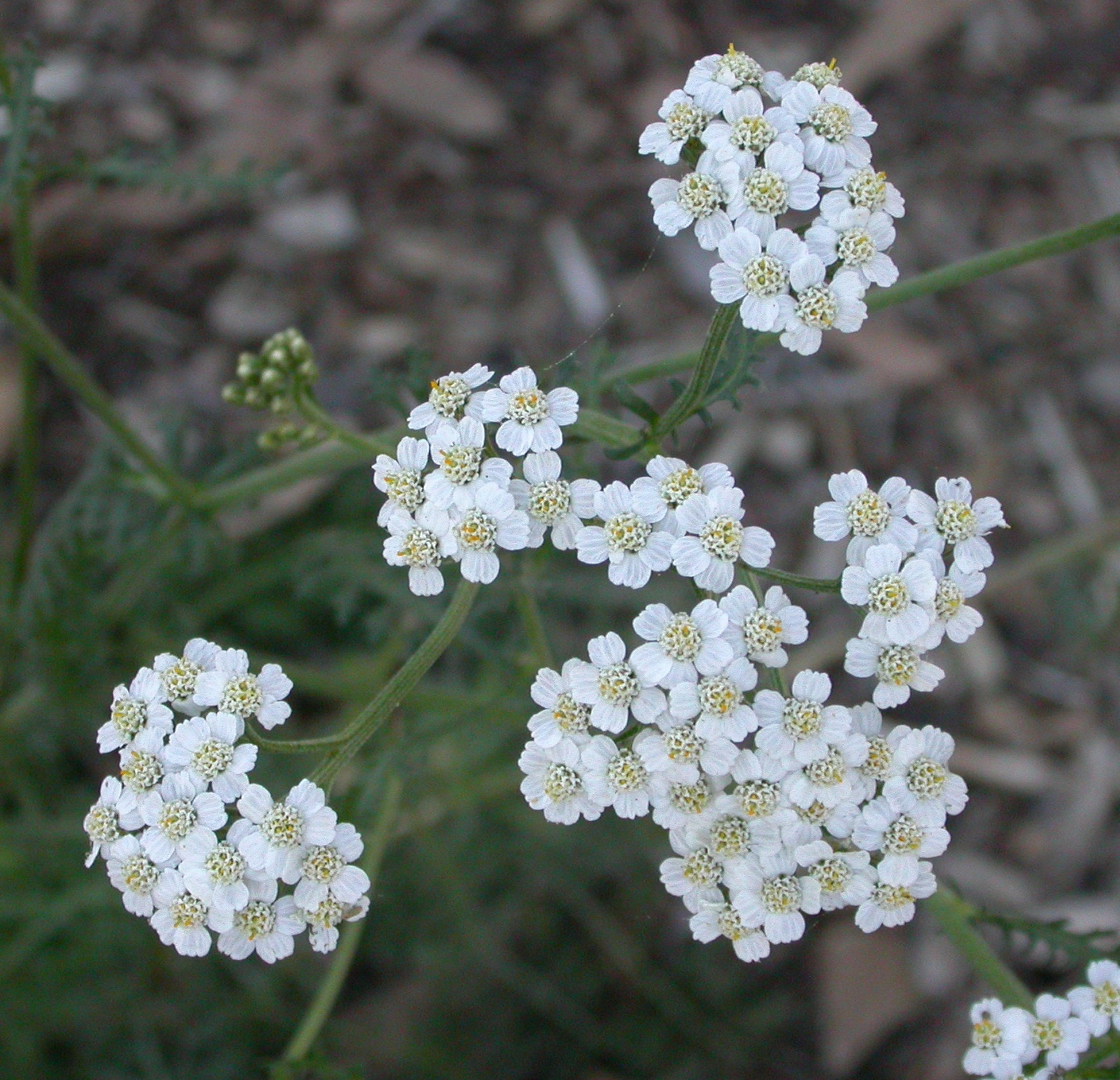
Achillea millefolium

Flora of North America (en español, "Flora de América del Norte", usualmente conocido por su acrónimo «FNA») es una obra de muchos volúmenes que describe la flora nativa de Norteamérica. Es un trabajo colaborativo, con más de 800 autores, la cual se espera que llegue a los 30 volúmenes cuando se complete, y que describe aproximadamente a 20.000 especies.  La obra se puede consultar en su propio sitio web.
Las descripciones de las especies son escritas y revisadas por expertos internacionales sobre la familia botánica en cuestión, y están basadas en especímenes de herbario suplementados con la revisión de la literatura. El tratamiento de cada especie incluye el nombre científico y el nombre común, la descripción taxonómica, las claves de identificación, los mapas de distribución, la sinonimia pertinente, los números cromosómicos, la fenología, los usos etnobotánicos y la toxicidad, además de otra información biológica relevante.